# Catalanoite
La catalanoite è un minerale.